# Бар-Гарбор (Мен)
Бар-Гарбор (англ. Bar Harbor) — місто (англ. town) в США, в окрузі Генкок штату Мен. Населення — 5089 осіб (2020).

## Клімат
Місто знаходиться у зоні, котра характеризується вологим континентальним кліматом з теплим літом. Найтепліший місяць — липень із середньою температурою 20.7 °C (69.2 °F). Найхолодніший місяць — січень, із середньою температурою -5.2 °С (22.6 °F).
| Клімат Бар-Гарбора      | Клімат Бар-Гарбора | Клімат Бар-Гарбора | Клімат Бар-Гарбора | Клімат Бар-Гарбора | Клімат Бар-Гарбора | Клімат Бар-Гарбора | Клімат Бар-Гарбора | Клімат Бар-Гарбора | Клімат Бар-Гарбора | Клімат Бар-Гарбора | Клімат Бар-Гарбора | Клімат Бар-Гарбора | Клімат Бар-Гарбора |
| Показник                | Січ.               | Лют.               | Бер.               | Квіт.              | Трав.              | Черв.              | Лип.               | Серп.              | Вер.               | Жовт.              | Лист.              | Груд.              | Рік                |
| Абсолютний максимум, °C | 17                 | 13                 | 25                 | 28                 | 33                 | 36                 | 35                 | 36                 | 35                 | 31                 | 21                 | 18                 | 36                 |
| Середній максимум, °C   | −0,3               | 1,7                | 5,3                | 11,8               | 18,3               | 23,4               | 26,2               | 25,8               | 21,4               | 14,8               | 8,9                | 2,9                | 13,4               |
| Середня температура, °C | −5,2               | −3,3               | 0,7                | 6,8                | 12,6               | 17,8               | 20,7               | 20,4               | 16,2               | 10,2               | 4,7                | −1,5               | 8,4                |
| Середній мінімум, °C    | −10,2              | −8,2               | −4                 | 1,7                | 6,9                | 12,1               | 15,2               | 14,9               | 11,1               | 5,6                | 0,6                | −5,9               | 3,4                |
| Абсолютний мінімум, °C  | −28                | −29                | −22                | −11                | −5                 | 0                  | 2                  | 2                  | −2                 | −6                 | −19                | −29                | −29                |
| Норма опадів, мм        | 124.5              | 111.8              | 137.2              | 121.9              | 116.8              | 104.1              | 88.9               | 83.8               | 114.3              | 134.6              | 165.1              | 139.7              | 1440.2             |
| Днів з опадами          | 11                 | 9                  | 10                 | 10                 | 10                 | 10                 | 9                  | 8                  | 9                  | 9                  | 10                 | 10                 | 115                |
| Днів з дощем            | 8                  | 7                  | 7                  | 6                  | 6                  | 5                  | 6                  | 5                  | 6                  | 6                  | 7                  | 8                  | 82                 |
| Днів зі снігом          | 6,3                | 5,3                | 4,5                | 1,2                | 0                  | 0                  | 0                  | 0                  | 0                  | 0                  | 1,2                | 4,5                | 23                 |
| ----------------------- | ------------------ | ------------------ | ------------------ | ------------------ | ------------------ | ------------------ | ------------------ | ------------------ | ------------------ | ------------------ | ------------------ | ------------------ | ------------------ |
| Джерело: Weatherbase    |                    |                    |                    |                    |                    |                    |                    |                    |                    |                    |                    |                    |                    |

## Демографія
Згідно з переписом 2010 року, у місті мешкало 5235 осіб у 2427 домогосподарствах у складі 1275 родин. Було 3495 помешкань
Расовий склад населення:
| - 94,7 % — білих - 2,8 % — азіатів - 0,8 % — чорних або афроамериканців - 0,2 % — корінних американців |

До двох чи більше рас належало 1,2 %. Частка іспаномовних становила 1,1 % від усіх жителів.
За віковим діапазоном населення розподілялося таким чином: 17,3 % — особи молодші 18 років, 64,6 % — особи у віці 18—64 років, 18,1 % — особи у віці 65 років та старші. Медіана віку мешканця становила 45,3 року. На 100 осіб жіночої статі у місті припадало 86,2 чоловіків;  на 100 жінок у віці від 18 років та старших — 84,7 чоловіків також старших 18 років.
Середній дохід на одне домашнє господарство  становив 69 640 доларів США (медіана — 53 053), а середній дохід на одну сім'ю — 91 817 доларів (медіана — 84 559). Медіана доходів становила 54 754 долари для чоловіків та 45 401 долар для жінок. За межею бідності перебувало 8,9 % осіб, у тому числі 7,5 % дітей у віці до 18 років та 17,0 % осіб у віці 65 років та старших.
Цивільне працевлаштоване населення становило 2818 осіб. Основні галузі зайнятості: мистецтво, розваги та відпочинок — 19,6 %, освіта, охорона здоров'я та соціальна допомога — 19,1 %, науковці, спеціалісти, менеджери — 19,0 %.

## Відомі люди
- Естер Ралстон (1902 — 1994) — американська акторка театру, радіо, водевілів та кіно.